# Anatolij Zinczenko
Anatolij Aleksiejewicz Zinczenko, ros. Анатолий Алексеевич Зинченко (ur. 8 sierpnia 1949 w Stalinsku, Rosyjska FSRR) – radziecki i rosyjski piłkarz, grający na pozycji napastnika, reprezentant Związku Radzieckiego, trener piłkarski.

## Kariera piłkarska

### Kariera klubowa
Grę w piłkę rozpoczął w klubie Traktor Wołgograd. W latach 1968–1971 służył w wojskowym klubie SKA Rostów nad Donem. W 1972 został zaproszony do Zenitu Leningrad. W 1976 przeszedł do Dynama Leningrad. W 1979 szkoleniowiec Zenitu Jurij Morozow powrócił piłkarza do klubu.
W 1980 roku redaktor oddziału sportowego austriackiej gazety "Volkstimme" komunista Kurt Castka postanowił zaprosić do SK Rapid Wien piłkarza z ZSRR. Po trwałych pertraktacjach przewodniczący radzieckiego sportu Siergiej Pawłow zaproponował Anatolija Zinczenka, który 28 października 1980 przyjechał do Wiednia. Pozytywnej decyzji negocjacji pomógł fakt, że Rapid kojarzył się za drużynę robotniczą i miał mocne relacje z Austriacką Partią Komunistyczną.
W 1983, w wieku 34 lat zakończył karierę.

### Kariera reprezentacyjna
24 września 1969 roku debiutował w reprezentacji Związku Radzieckiego w meczu towarzyskim z Jugosławią. Łącznie rozegrał w niej 3 mecze.

## Kariera trenerska
Po rozstaniu z wyczynowym uprawianiem sportu pozostał przy futbolu jako trener. Najpierw trenował amatorskie zespoły Klimowiec Leningrad i Krasnyj Trieugolnik Leningrad. W 1986 objął stanowisko głównego trenera Stroitiela Czerepowiec. W latach 1988–1989 prowadził Dynamo Leningrad, po czym został zaproszony do sztabu szkoleniowego Zenitu Petersburg. W 1993 trenował drugą drużynę klubu, a w 1994 Erzi Pietrozawodsk.

## Sukcesy i odznaczenia

### Sukcesy klubowe
- finalista Pucharu ZSRR: 1969, 1971
- mistrz Austrii: 1982, 1983
- zdobywca Pucharu Austrii: 1983

### Sukcesy indywidualne
- pierwszy piłkarz ZSRR, któremu zezwolono grać zagranicą: 1980

### Odznaczenia
- tytuł Mistrza Sportu ZSRR: 1969
- tytuł Mistrza Sportu Klasy Międzynarodowej: 1982